# Kölnstraße (Bonn)
Die Kölnstraße ist eine 4,5 Kilometer lange nordwestliche Ausfallstraße in Bonn. Sie führt vom Bonner Zentrum bis zur Stadtgrenze beim Ortsteil Buschdorf und bildet das südliche Endstück der Landesstraße 300 (L 300) zwischen Bonn und Köln.

## Verlauf
Die Kölnstraße führt in Verlängerung der Bonngasse vom Bertha-von-Suttner-Platz/Oxfordstraße im Bonner Zentrum knapp 100 m in nördliche Richtung, bevor sie nach Nordnordwesten abbiegt und am Stiftsplatz vorbei zum Wilhelmsplatz führt, bis dahin leicht ansteigend. Anschließend verlässt sie das Zentrum und tritt – abschnittsweise den Gleiskörper der Straßenbahnstrecke nach Auerberg aufnehmend – in die Nordstadt ein, wobei sie nach 100 m ab der platzartigen Einmündung der Straße Am Johanneskreuz in nordwestlicher Richtung bis zum Chlodwigplatz verläuft und dort auf den Kaiser-Karl-Ring als Teil der Bonner Ringstraße trifft. Nachdem sie die Gumme-Niederung durchquert und in dieser den Rheindorfer Bach überbrückt hat, überquert die Kölnstraße nach weiteren 700 m den Einschnitt der Bundesautobahn 565 und tritt an der Josefshöhe in den Ortsbereich von Auerberg ein. Diesen verlässt sie nach 1,5 Kilometern wieder und führt nunmehr als Außerortsstraße nach 500 m am Rande von Buschdorf entlang, bevor sie am Ausgang dieses Ortsteils auf die Stadtgrenze von Bornheim stößt und in die weiter nach Hersel führende Elbestraße übergeht.

## Geschichte

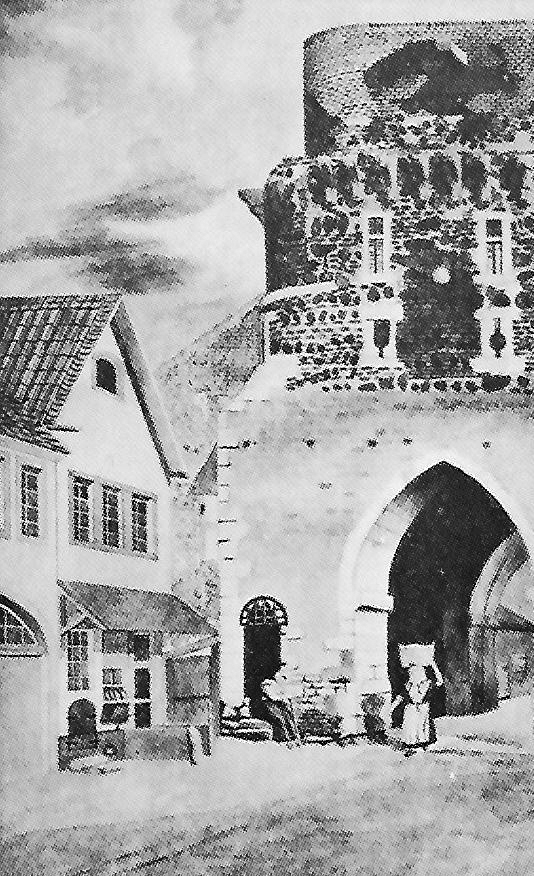
Kölntor (1821)

Die heutige Kölnstraße fasst zwei Straßenabschnitte zusammen, die früher keine Einheit bildeten, sondern durch das seit 1290 nachweisbare Kölntor zwischen der Kasernenstraße und dem heutigen Wilhelmsplatz als einem Teil der mittelalterlichen Stadtmauer getrennt waren. Der südlich des Kölntors innerhalb der Stadtmauer gelegene Teil der heutigen Straße, je nach Schreibweise der Stadt Köln Cöllenstraße, Cölnstraße und zuletzt wie heute Kölnstraße genannt, verlängerte die vom Marktplatz ausgehende Bonngasse von der Maargasse (heutige Oxfordstraße) an bis zu diesem Tor. Landseitig des Kölntors begann die von alters her als Handelsstraße dienende Landstraße nach Köln, die 1393 „(up der) Collerstrayssen“, 1516 „(up der) Collerstrayss“ sowie 1603 „Colnische straiß“, später oftmals in variierenden Formen „Cölner Landstraße“ oder einfach „(Land)Straße nach Cöln“ und nach Festlegung amtlicher Straßennamen Kölner Chaussee genannt wurde. Dort befand sich an der heutigen Kreuzung Kölnstraße/Rosental/Am Johanneskreuz an der alten römischen Heerstraße nach Trier spätestens seit dem 14. Jahrhundert der Marktplatz des Johannesmarkts, eines vom benachbarten Kloster Dietkirchen zwischen dem 23. und 29. Juni abgehaltenen Jahrmarkts. Seit dem Hochmittelalter lag an der Kölner Landstraße in der Gemarkung südöstlich der heutigen Mauer des Nordfriedhofs bis Ende des 18. Jahrhunderts die Hinrichtungsstätte (Galgenberg) der Bonner Hochgerichtsbarkeit und südöstlich davon das Leprosorium der Stadt. Das Teilstück der damaligen Landstraße und heutigen Kölnstraße nördlich der Ecke Antilopenweg bei Buschdorf (damals zum Dingstuhl Widdig gehörend) und dem heutigen Auerberg lag außerhalb des Bonner Stadtbannes.
1672/73 wurde am Kölntor ein der Stadtmauer vorgelagerter Festungsrayon geschaffen. 1825/26 wurde das Kölntor im Zusammenhang mit dem Ausbau der Wilhelmstraße (damals Wallstraße), der ersten Stadterweiterung, niedergelegt; der auf diese Weise entstandene Platz erhielt 1830 den Namen Wilhelmsplatz. Der Festungsgraben vor dem ehemaligen Kölntor wurde erst nach 1855 aufgefüllt. Anschließend war geplant, die landseitige Straße zu begradigen und dort Bauland auszuweisen, was laut einem Stadtplan aus dem Jahre 1865 bis dahin noch nicht zur Umsetzung gekommen war. Nach Durchführung dieser Begradigung entstand bis Ende des 19. Jahrhunderts an der und südwestlich der bisherigen Landstraße die nördliche Stadterweiterung Bonns. Im April 1891 wurde eine der beiden ersten Pferdebahnlinien in Bonn vom Markt entlang der Kölnstraße bis zum Wilhelmsplatz eröffnet und kurz darauf bis zur Heerstraße verlängert. Seit Juni 1906 nimmt die Kölnstraße zwischen dem Wilhelmsplatz und dem Kaiser-Karl-Ring die heute bis nach Auerberg führende Straßenbahnstrecke auf.
Durch einen Stadtratsbeschluss vom 18. Juni 1907 wurde die Bezeichnung Kölnstraße anstelle der bisherigen Kölner Chaussee vom Wilhelmsplatz aus nach Norden verlängert. Nach dem Ersten Weltkrieg entstanden in der Zeit der französischen Besatzung Bonns (1920–26) beiderseits der Kölnstraße (im heutigen Bereich Thuarstraße/Am Neuen Lindenhof) ab 1921 umfangreiche Kasernenanlagen für das 85. schwere Artillerie-Regiment, die nach den Generälen Herr und Fayolle benannt waren; der rechts der Straße gelegene Teil des Lagerkomplexes wurde später als städtische Barackensiedlung unter dem Namen Lindenhof weitergenutzt (Ende der 1960er-Jahre abgebrochen). Die Kölnstraße war ab 1932 Bestandteil der Reichs-/Bundesstraße 9, die zwischen Köln und Bonn zum 1. Januar 1998 zur Landesstraße 300 abgestuft wurde.

## Bauwerke und Sehenswürdigkeiten
(von stadteinwärts nach stadtauswärts)
- Stiftskirche St. Johann Baptist, Kölnstraße 31
Erbaut von 1879 bis 1886 nach Plänen des Architekten Heinrich Wiethase in neugotischen Formen anstelle eines barocken Vorgängerbaus von 1729/30, der bis 1802 die Kirche des Stifts Dietkirchen war; Pfarrkirche der ältesten Pfarrgemeinde Bonns.
- St.-Johannes-Hospital, Kölnstraße 54
Ältestes Krankenhaus der Stadt, in Betrieb von 1849 bis 2005. Heute „Gesundheitszentrum St. Johannes Hospital“.
- Johannes Klais Orgelbau, Kölnstraße 148–150
1894 nach Plänen von Gerhard Franz Langenberg errichtetes Wohn- und Betriebsgebäude der hier noch immer beheimateten Orgelbauwerkstatt; steht als Baudenkmal unter Denkmalschutz.[19]
- LVR-Klinik Bonn, Kölnstraße/Kaiser-Karl-Ring 20
Der zur Kölnstraße gelegene Neubau der psychiatrischen Klinik entstand von 1974 bis 1979 und ersetzte die sich nordöstlich anschließenden Altbauten der ursprünglichen Rheinischen Provinz-Irrenanstalt aus dem Ende des 19. Jahrhunderts.
- Sportpark Nord
Erbaut von 1967 bis 1970 anstelle einer ehemaligen Müllkippe, größte Sportanlage der Stadt Bonn mit Fußballstadion und Sporthallenzentrum.

- Redemptoristenkloster Josefshöhe, Kölnstraße 415
Auf ein im 14. Jahrhundert gegründetes Leprosorium mit später hinzugefügter Kapelle zurückgehend, ab 1713 von der städtischen Armenverwaltung als Gutshof weitergeführt, ab 1872 Unterrichts- und Erziehungsanstalt St. Joseph an der Höhe. Von 1883 bis 1887 entstand nach Plänen des Architekten Heinrich Wiethase der heutige neugotische Kirchenbau; 1920 erwarb der Redemptoristenorden die Gebäude, der dort bis heute das Ordensgymnasium Collegium Josephinum Bonn betreibt.
- Basis Bonn
1847 geschaffene geodätische Basislinie auf 2,1 Kilometern zwischen Josefshöhe und Buschdorf entlang der Kölnstraße mit drei Vermessungspunkten, die bis heute als technik-geschichtliches Denkmal erhalten und gekennzeichnet sind.
- Nordfriedhof, Kölnstraße 481
Ab 1884 als Neuer Friedhof angelegt, seit 1933 mit kommunalem Ehrenfriedhof, mit einer Fläche von 27 Hektar größter Friedhof der Stadt Bonn.
- Preußischer Meilenstein, Ecke Kölnstraße/Engländerweg
Preußischer Ganzmeilenobelisk aus dem 19. Jahrhundert an der heutigen Stadtgrenze zu Bornheim; steht als Baudenkmal unter Denkmalschutz.[20]